# Brave Murder Day
Brave Murder Day — второй студийный альбом шведской дэт-дум-метал-группы Katatonia, выпущенный в июле 1996 года на лейбле Avantgarde Music.

## Об альбоме
Музыканты назвали диск по трём первым трекам альбома.
Партии гроула в альбоме исполнил Микаэль Окерфельдт из Opeth.
Переиздание альбома от Century Media Records, помимо шести треков, включает в себя четыре трека из миньона For Funerals to Come… (1995). Переиздание от Peaceville Records включает в себя миньон Sounds of Decay (1997). В 2004 году компания Northern Silence Productions выпустила альбом на виниловой пластинке.
Оригинальная версия записи пошла в печать без мастеринга. В 2006 году Peaceville Records выпустила ремастированную версию альбома и добавила к оригинальному материалу в качестве бонус-треков миньон Sounds of Decay. Ремастированное издание также включает новую аннотацию от Андерса Нюстрёма.

## Список композиций
Музыка и аранжировки — Katatonia. Тексты — Йонас Ренксе.
1. «Brave» — 10:16
2. «Murder» — 4:54
3. «Day» — 4:28
4. «Rainroom» — 6:31
5. «12» — 8:18
6. «Endtime» — 6:46

## Песни
- Трек «Endtime» — одна из немногих записей Katatonia, в которой используются семплы. В «Endtime» использован отрывок диалога из фильма Стэнли Кубрика «Сияние».
- Трек «12» является перезаписанной версией трека «Black Erotica» с W.A.R. Compilation — Volume One (1995). Трек также вошёл в сборник Katatonia Brave Yester Days (2004).

## Участники записи
- Андерс Нюстрём (Blackheim) — гитара, бас-гитара
- Йонас Ренксе — ударные, чистый вокал
- Фредрик Норрман — гитара
- Микаэль Окерфельдт — гроул